# Азаров, Дмитрий Игоревич
Дми́трий И́горевич Аза́ров (род. 9 августа 1970, Куйбышев, Куйбышевская область, РСФСР, СССР) — российский государственный и политический деятель. Губернатор Самарской области с 17 сентября 2018 по 31 мая 2024 года (врио 25 сентября 2017 — 17 сентября 2018). Ныне безработный.
Секретарь Самарского регионального отделения партии «Единая Россия», член Бюро Высшего совета партии «Единая Россия» (2017—2024).
Глава городского округа Самара (2010—2014), член Совета Федерации ФС РФ от исполнительного органа Самарской области (2014—2017).

## Биография
Родился 9 августа 1970 года в Куйбышеве. Прадед Дмитрия Азарова был ремесленным головой города Смоленска, пользовавшимся любовью и уважением жителей. До настоящего времени сохранился установленным ему памятник Оба деда — офицеры, бабушки — врач и учитель. Отец, уроженец Куйбышева, в разное время работал в плановом институте, Водоканале и в «Куйбышевмеливодхозе». Мать, уроженка Магадана, большую часть времени работала в ПО «Куйбышевоблбыттехника» на должности контролёра отдела технического контроля, вскоре стала председателем профкома.
В 1987 году окончил среднюю школу № 132. Любимыми предметами были физика и математика. Ещё в школе начал работать. Будучи учеником 7 класса, вместе с товарищем фасовал макароны.
После школы поступил в Самарский государственный технический университет. В студенческие годы работал асфальтировщиком. В 1992 году окончил Самарский государственный технический университет по специальности «инженер-системотехник».
В 1994 году окончил Бузулукский финансово-экономический колледж Министерства финансов Российской Федерации (ныне Бузулукский филиал Финансового университета при Правительстве РФ).
Работал инженером-программистом в частной компании, некоторое время работал в территориальном управлении налоговой службы.
В 1995 году в 25 лет занял должность заместителя директора по экономике Самарского завода котельно-вспомогательного оборудования и трубопроводов.
В 1998—2001 годах заместитель директора по экономике и подготовке производства завода «Синтезкаучук», далее работал в структурных производственных объединениях «Волгапромхим», объединявшем шесть предприятий Самарской области.
В 2001—2006 годах генеральный директор ООО «Средневолжская газовая компания».
В 2003 году в Российском государственном торгово-экономическом университете защитил диссертацию на соискание учёной степени кандидата экономических наук на тему «Совершенствование организационно-экономического механизма формирования прибыльности коммерческой организации».

### В администрации Самары
В 2006 году Азаров перешёл на госслужбу. Он был назначен первым заместителем главы городского округа Самара Виктора Тархова. Виктор Тархов был избран мэром Самары в октябре 2006 года при поддержке «Справедливой России». В городской администрации Азаров курировал деятельность департаментов финансов, экономического развития, городского хозяйства и экологии, по промышленной политике, предпринимательству и связи.
В феврале 2008 года, когда была высока вероятность отставки мэра Самары Виктора Тархова, Азарова называли наиболее вероятным кандидатом на эту должность. «Он выходец из серьёзной бизнес-структуры — „Волгопромгаз“, во время отсутствия Тархова замещает его и отвечает за наиболее важные участки работы мэрии: за финансы, ЖКХ и муниципальное имущество»" — говорил тогда один из политологов.

### В правительстве Самарской области
В августе 2008 года губернатор Владимир Артяков назначил Азарова министром природопользования, лесного хозяйства и охраны окружающей среды Самарской области. В должности министра ввёл униформу с погонами для сотрудников министерства природопользования, лесного хозяйства и охраны окружающей среды Самарской области (минприроды Самарской), утверждённую постановлением правительства Самарской области от 31 декабря 2009 года № 720. Однако ношение форменной одежды не было обязательным, поэтому образцы униформы остались только в постановлении.
В 2009 году был включён в первую сотню кадрового резерва Президента России Д. А. Медведева.
В октябре 2010 года покинул должность в связи с избранием мэром Самары. Новым министром в декабре был назначен Сергей Андреев, будущий мэр городского округа Тольятти.

### Мэр Самары
В июле 2010 года на внутрипартийном голосовании «Единой России» по отбору кандадата в мэры Самары один из двух кандидатов — спикер губернской думы Виктор Сазонов снял свою кандидатуру в пользу Дмитрия Азарова. Утверждалось, что Азарова поддерживал губернатор Владимир Артяков, которому был нужен свой человек в Самаре. 4 августа 2010 года в Самаре на внеочередной региональной партийной конференции «Единой России» министра природопользования, лесного хозяйства и охраны окружающей среды Самарской области Дмитрия Азарова утвердили кандидатом в главы Самары от «Единой России». На состоявшихся 10 октября 2010 года выборах главы Самары Азаров получил 66,94 % голосов и был избран Главой городского округа Самара. После избрания губернатор освободил Азарова от занимаемой в правительстве должности министра природопользования, лесного хозяйства и охраны окружающей среды. 15 октября 2010 года официально вступил в должность.
В 2012 году Азаров был одним из авторов идеи «открытого правительства» и «муниципального фильтра» на выборах глав регионов России.

### Совет Федерации
10 октября 2014 года по инициативе губернатора Николая Меркушкина, глава Самары Дмитрий Азаров, вступил в должность члена Совета Федерации ФС РФ от Самарской области, заняв пост председателя Комитета Совета Федерации по федеративному устройству, региональной политике, местному самоуправлению и делам Севера. Сменив в Совете Федерации Константина Титова и сложив полномочия главы города.
В 2024 году после отставки с поста губернатора, Азаров назначен помощником первого заместителя гендиректора госкорпорации «Ростех» Владимира Артякова.

## Губернатор Самарской области
Имеет классный чин Действительный государственный советник Самарской области 1 класса в соответствии с высшей группы должностей государственной гражданской службы. 25 сентября 2017 года указом Президента России назначен временно исполняющим обязанности Губернатора Самарской области «до вступления в должность лица, избранного Губернатором Самарской области».
9 сентября 2018 года победил в первом туре выборов Губернатора Самарской области, набрав 72,63 % голосов. 17 сентября 2018 года вступил в должность Губернатора Самарской области в Самарском академическом театре оперы и балета, принеся присягу на верность жителям Самарской области.
В 2018 году решением делегатов XVIII съезда партии «Единая Россия», проходившего 7 — 8 декабря 2018 года, введён в состав Высшего совета партии.
С 21 декабря 2020 — член президиума Государственного Совета Российской Федерации.
Губернаторскую деятельность начал с того, что вернул значительную часть социальных выплат пенсионерам и льготникам, отмененных его предшественником Н. И. Меркушкиным.
Безработица в регионе в 2018 году снизилась на 0,5 %, по сравнению с предыдущим годом. Уровень средней зарплаты в 2018 году вырос на 10 %. Добыча полезных ископаемых в 2018 году выросла на 32,5 %, обрабатывающие производства — на 11 %, продажи автомобилей — на 16 %. По данным областных властей, губернатор успешно решает проблему «обманутых дольщиков»: с сентября 2017 по июнь 2021 года были восстановлены права 3790 участников долевого строительства.
Регион вошёл в первую десятку общероссийского рейтинга субъектов по прозрачности госзакупок. Значительно спал градус напряжения на самой проблемной территории региона — в Тольятти: за второе полугодие 2018 года здесь было создано более 5,5 тыс. рабочих мест.
31 мая 2024 года заявил об уходе в отставку с поста губернатора Самарской области. В тот же день освобождён от должности указом Владимира Путина. В мае 2025 года был назначен начальником службы по региональной политике ГК "Ростех".

#### Конфликт интересов
В 2024 году тарифы на обслуживание внутридомового газораспределительного оборудования в Самарской области выросли в многоквартирных домах и частных домах — на 150—330 %. Монополистом на рынке газораспределительных услуг является компания «СВГК», афилированная предпринимателю Владимиру Аветисяну.
В апреле 2024 года Дмитрий Азаров заявил, что достиг договоренностями с монополистом о снижении тарифов. Однако, снижения тарифов не произошло. Между тем, конечным владельцем 5 % компании «СВГК» является тесть Дмитрия

### Кадровые назначения
В 2017 году первым заместителем председателя Правительства Самарской области назначил советника губернатора Виктора Кудряшова с которым работал в городской администрации Самары. В этом же году рекомендовал городской думе на должность главы Самары Елену Лапушкину. В этом же году вернул политтехнолога Виктора Кузнецова в областное правительство, которого СМИ называют серым кардиналом назначив его заместителем руководителя аппарата губернатора Самарской области.
В этом же году на должность руководителя департамента внешних связей администрации губернатора Самарской области назначил арт-менеджера Веру Щербачеву, гардероб которой вызвал повышенный интерес СМИ, среди которых кольцо от бренда Van Cleef стоимостью 4 000 долларов, одежда от люксовых брендов Gucci, Max Mara, Tommy Hilfiger от 50 000 до 200 000 рублей, люксовые автомобили Lexus ES 250, Lexus RX 450, Porsche Cayenne. Дети имеют двойное гражданство США по праву рождения в Майами. Осенью 2021 отметила свой день рождений в Дубае куда прилетал и Дмитрий Азаров. В 2024 году после отставки Дмитрия Азарова с поста губернатора покинула территорию России.
В 2018 году министром строительства Самарской области назначил сына владельца строительной девелоперской компании «Древо» Евгения Чудаева, руководителем департамента по делам молодежи Самарской области назначил директора МБУ «Самарского Дома молодежи» Сергея Бурцева, министром энергетики и ЖКХ Самарской области назначил главу города Новокуйбышевска Сергея Маркова, сенатором в Совет Федерации от Правительства Самарской области назначил российского посла в республике Молдова Фарита Мухаметшина. Министром здравоохранения Самарской области назначил министра здравоохранения Республики Северная Осетия Михаила Ратманова. Министром экономического развития и инвестиций Самарской области назначил руководителя департамента экономического развития администрации Тольятти Дмитрия Богданова. Министром промышленности и торговли Самарской области назначил заместителя министра Минэкономразвития региона Михаила Жданова. Министром регионального образования назначил главного редактора Издательства «Просвещение» Виктора Акопьян. Министром сельского хозяйства и продовольствия Самарской области назначил главу Кинельского района Николая Абашина. В этом же году на должность главы Жигулевск рекомендовал руководителя аппарата Губернатора Дмитрия Холина.
Советниками губернатора назначил регионального уполномоченного по правам человека Ирину Скупову, бывшего областного прокурора Александра Ефремова, координатора инициативных групп дольщиков России Светлану Дроздову, шоумена Дмитрия Колчина, а также дизайнера Дениса Кортунова. Денис Кортунов выступил с положительными оценками деятельности президента Украины Владимира Зеленского после вторжения России на Украину, вследствие чего был снят с должности.
В 2019 году новым руководителем Госжилинспекции Самарской области назначил начальника комитета по управлению муниципальным имуществом администрации Новокуйбышевска Викторию Каткову. Новым министром культуры по конкурсу назначил заместителя директора в Санкт-Петербургского государственного академического театра балета Бориса Илларионова — что вызвало судебное разбирательство с другим участником конкурса Дилярой Котиковой. Сам новоизбранный министр культуры назначил своим заместителем Наталью Тонковидову из департамента культуры Тольятти.
В 2020 году новым министром энергетики и ЖКХ Самарской области назначил Александра Мордвинова.
В 2021 году новым министром культуры Самарской области назначил дочь О. Ю. Голодец Татьяну Мрдуляш (бывшую активистку Навального) работавшую заместителем директора Третьяковской галереи в Москве. В марте этого года назначил министром спорта Самарской области главного инспектора Управления физической подготовки и спорта Вооружённых сил РФ минобороны РФ Сергея Кобылян(ского), сменив Дмитрия Шляхтина. В этом же году рекомендовал на должность главы города Тольятти врача-олигарха Николая Ренца.
16 июля 2021 года перевёл руководителя аппарата губернатора—вице губернатора Владимира Терентьева в «Агентство по содержанию дорог общего пользования Самарской области», с которым долгие годы работал в городской администрации г.о. Самары и который ратовал за развитие муниципальной дорожной деятельности.

### Инициативы
В мае 2019 года Азаров согласился с идеей расширить площадь зелёных насаждений в областном центре, которая была высказана местными жителями во время бизнес-форума «Линия успеха». Реализовывать этот проект губернатор поручил главе Самары Елене Лапушкиной.
В Самаре в 2016 году была принята муниципальная программа «Цветущий город», рассчитанная вплоть до 2020 года. Теперь департамент городского хозяйства и экологии по поручению губернатора работает над дополнительными предложениями по озеленению города. После чего они передаются экспертному сообществу: ландшафтным дизайнерам, урбанистам, архитекторам, а также самарской городской общественности.
Всего в 2019 году в Самаре планируется посадить около 168 тысяч квадратных метров цветов, 8,5 тысяч кустарников и более 2,5 тысяч деревьев.
В 2020 году инициировал реконструкцию Набережной Тольятти. В этом же году дал старт строительству нового моста через реку Волга в районе Климовка, протяжённость которого составила 3,75 км.

### Общественная деятельность
В 2011—2014 годах на посту Главы города Самара являлся президентом Ассоциации городов Поволжья, вице-президентом Союза российских городов, вице-президентом Евразийского отделения Всемирной организации «Объединённые города и местные власти», заместителем председателя Всероссийского совета местного самоуправления по Приволжскому Федеральному округу.
В 2014—2017 годах председатель Всероссийского совета местного самоуправления (ВСМС) избран на V съезде.
В 2019—2024 годах секретарь самарского регионального отделения партии Единая Россия.

### Социальные сети
Активно пользуется социальными сетями Твиттер и Инстаграм, через которые общается с жителями и даёт указания чиновникам, которые также создали свои аккаунты.
В ноябре 2021 года пользовательница Instagram опубликовала фотографию с Дмитрием Азаровым в салоне воздушного судна бизнес-класса, которое направлялось в Дубай, куда Дмитрий Азаров улетел в отпуск. Надпись на снимке гласила: «Лечу с любимым по его делам.. люблю его». Позднее, девушка призналась, что фотография была шуточной, а пресс-служба губернатора запустила хеш-тег «#Любимыйгубернатор». После этого, однако, аккаунт Дмитрий Азарова в социальной сети был заблокирован.
На конец 2022 года активен официальный аккаунт в социальной сети ВКонтакте (более 140 тысяч подписчиков). По данным системы Медиалогия по итогам 2021 года Дмитрий Азаров вошёл в ТОП-10 глав регионов России, занимая 9 место с медиаиндексом 721 910,2 и 98 тысячами упоминаний. При этом любые критические отзывы о деятельности губернатора оперативно удалялись с его страницы. Депутат государственной думы Александр Хинштейн охарактеризовал данную практику как «недостойную публичного политика».

## Критика
В 2010 году в городе Тольятти из-за лесных пожаров сгорело более 8 тысяч гектаров леса. В 2017 году юрист из Тольятти обратился в суд с жалобой по 125 УПК к СКР, с требованием возбудить уголовное дело по статье 293 УК РФ «Халатность», в отношении губернатора Самарской области Владимира Артякова, бывшего мэра Тольятти Анатолия Пушкова, а также бывшего в тот период областным министром природных ресурсов и охраны окружающей среды Дмитрия Азарова. Самарский районный суд жалобу не удовлетворил.
В декабре 2017 года назначил главой самарского фонда капитального ремонта политтехнолога Михаила Архипова, который в 2018 году был задержан за откаты и приговорён к 10 годам колонии. В 2022 году в подозрении в хищении бюджетных средств, был задержан новый директор фонда Александр Константинов.
В 2018 году назначил министром молодёжной политики Сергея Бурцева, который в 2024 году стал жертвой гомофобного скандала и отправлен в отставку. На посту губернатора Самарской области допустил банкротство и ликвидацию Газбанка, министерство имущества региона не вошло в состав акционеров.
В 2019—2021 годах не соглашался с решением Думы Тольятти упразднить содержание 35 управляющих микрорайонов в Тольятти, которые по мнению депутатов городской думы в условиях дефицита бюджета бесполезны и дублируют работу ТОС, выделил финансирование из областного бюджета на их содержание 21 млн рублей. На 2022 год содержание управляющих микрорайонов в Тольятти составило 32,6 млн.рублей.
В ноябре 2019 года участница конкурса на должность министра культуры Самарской области, директор телекомпании «Патриот» Диляра Котикова обратилась в суд с требованием отменить решение губернатора Дмитрия Азарова и конкурсной комиссии, суд её требования не удовлетворил.
В 2024 году Дмитрий Азаров был фигурантом о превышении должностных полномочий неустановленными лицами из числа чиновников правительства Самарской области при передаче в долгосрочную аренду земельных участков самарской девелоперской компании «Древо» Николая Чудаева. А также проверки соблюдения антикоррупционного законодательства на предмет владения Азаровым через тестя 5 % акций «Средневолжской газовой компании» (СВГК).

## Аресты
В 2023 году, прошла серия задержаний областных высокопоставленных чиновников. Был задержан первый вице-губернатор — председатель правительства Самарской области Виктор Кудряшов и два министра строительства Самарской области Николай Плаксин и Михаил Асеев. По версии следствия чиновники раздавали госконтракты близкой губернатору строительной группе «Волгатранстрой» и выдавали незаконные разрешения на ввод строительных объектов, причинив ущерб областному бюджету в 3 млрд рублей. Также были арестованы глава Государственной инспекции строительного надзора (ГИСН) Самарской области Владимир Захарин и заместитель министра здравоохранения Самарской области Асланбек Майрамукаев, сам министр Армен Бенян отделался предупреждением.
В 2024 году, за мошенничество, была задержана советник губернатора Ольга Михеева. В этом же году арестован министр транспорта и автомобильных дорог Самарской области Иван Пивкин. Задержан и арестован министр финасов Самарской области Андрей Прямилов и глава Безенчукского муниципального района Владимир Аникин, которые были назначены Дмитрием Азаровым.
После задержания первого вице-губернатора — председателя правительства Самарской области Виктора Кудряшова Дмитрий Азаров пытался решить эту проблему на федеральном уровне.
Общественный деятель Андрей Ишмуратов среди особенностей управленческого стиля Дмитрия Азарова отмечает боязнь конкуренции, неспособность принимать сложные решения и покупку популярности. По мнению общественника, недостатки работы губернатора — передача концессий представителям элиты, создание «тёплых мест» в подведомственных учреждениях для своего окружения, а также неспособность решить транспортную проблему.

## Семья
Дмитрий Азаров женат. С супругой Эллиной, выпускницей Самарского государственного университета, познакомился ещё в младшей школе. Женился на ней во время обучения на третьем курсе. Пара воспитывает двух дочерей — Полину и Алёну. Старшая дочь, выпускница МГИМО живёт в Москве; младшая поёт и играет в театре, имеет победы в международных конкурсах.

## Увлечения
С раннего детства увлекается баскетболом. Он не только сам играл в баскетбол, но и тренировал детей, вёл баскетбольную секцию.
Читает много художественной литературы. Любимые авторы — Достоевский и Булгаков.

## Награды
Награды России
- Орден Дружбы (23 мая 2019)[97]
- Орден Святого благоверного князя Даниила Московского II степени (27 сентября 2019)[98]
- Золотой знак Святителя Алексия, митрополита Московского и всея Руси (Самарская епархия) (22 мая 2019 года) — за плодотворную деятельность во благо Самарского края[99]

## Международные санкции
26 июля 2022 года, на фоне вторжения России на Украину, включён в санкционный список Великобритании «против российских чиновников, поддерживающих марионеточные администрации Путина на Украине». 19 августа 2022 года внесён в санкционный список Канады «приближенных российского режима, которые являются соучастниками агрессии российского режима против Украины». С 15 декабря 2022 года находится под санкциями США за реализацию приказа о мобилизации.
19 октября 2022 года попал под санкции Украины как «глава государственного органа, осуществлявший поддержку/поощрение/публичное одобрение политики РФ, направленной на проведение военных действий и геноцид гражданского населения в Украине». По аналогичным основаниям находится под санкциями Австралии и Новой Зеландии.